# Mycalesis lamani
Mycalesis lamani är en fjärilsart som beskrevs av Aurivillius. Mycalesis lamani ingår i släktet Mycalesis och familjen praktfjärilar. Inga underarter finns listade i Catalogue of Life.